# ArieForce One
ArieForce One in Fun Spot America Atlanta (Fayetteville, Georgia, USA) ist eine Stahlachterbahn vom Modell IBox Track des Herstellers Rocky Mountain Construction, die am 31. März 2023 eröffnet wurde.
Die 1036,3 m lange, von Joe Draves konstruierte Strecke erreicht eine Höhe von 47,2 m und besitzt eine 44,5 m hohe Abfahrt von 83°, auf der die Züge eine Höchstgeschwindigkeit von 103 km/h erreichen. Neben einem nach außen geneigten Airtime-Hügel verfügt die Bahn über vier Inversionen: einen Dive-Loop, einen Zero-g-Stall, eine Zero-g-Roll und eine Barrel-Roll. Der Zero-g-Stall ist zum Zeitpunkt der Eröffnung der größte seiner Art in Amerika.

## Züge
ArieForce One besitzt zwei Züge mit jeweils fünf Wagen. In jedem Wagen können vier Personen (zwei Reihen à zwei Personen) Platz nehmen.

## Auszeichnungen
Die Bahn erhielt den Golden Ticket Award 2023 der Fachzeitschrift AmusementToday in der Rubrik Beste neue Achterbahn 2023.